# Корыцкий, Михаил
Михаи́л Коры́цкий (лат. Korycki; 4 сентября 1714 — 10 марта 1781, Минск) — латиноязычный поэт и проповедник, иезуит.

## Биография
Родился в наследственном имении Дитрыки в дворянской семье. Отца звали Александром, а мать Торезой: в элегии «К брату Каролю» Михаил Корыцкий упоминает также своих братьев Ануфрия, Луку, Симона, Андрея и Кароля, наиболее знаменитый из них был последний, который сделал большой вклад в разработку теории ораторского искусства, обновления системы образования.
Детские годы Михаил провел в имении родителей, а затем был направлен на обучение в Бобруйскую иезуитскую резиденцию, при которой существовала школа с классами грамматики, поэтики и риторики. Ещё до этого частно или иным путём он должен был получить начальное образование. Воспитание его поэтического мастерства происходило, видимо, уже позже — в Виленской иезуитской академии на факультете философии и теологии.
7 июня 1730 в Вильнюсе М. Корыцкий вступает в орден иезуитов. Успешно пройдя испытания в новициате (1730-31), он был направлен в Слуцк для получения педагогического образования (1732-33). Здесь познакомился с Антони Скорульским, вместе с которым потом занимался модернизацией школьной системы. В 1733 поэт приехал в Вильнюс для изучения в академии курса философии, который длился три года.
После учёбы оставлен в академии, где в 1736-38 преподавал грамматику, поэтику и риторику. В 1738 его перевели в Варшавский коллегиум, который административно принадлежал к Литовской иезуитской провинции, на должность преподавателя поэтики. В этом же коллегиуме с 1739 он становится студентом богословского факультета. В 1742 М. Корыцкий возвращается в Виленскую академию, чтобы продолжить здесь изучение теологии. За год до окончания принял священнический сан, а в 1743 сдал экзамен за курс теологии. Потом он должен был ещё год быть в Вильнюсе, чтобы подготовиться к пастырской и педагогической деятельности.
В 1744 его направляют преподавателем поэтики и риторики в Минский иезуитский коллегиум. А в 1745-46 уч. году он вернулся в Виленскую академию, где преподавал риторику и получил степень магистра философии и свободных наук.
Ради воспитания кадров молодых учителей М. Корыцкого направили профессором в Слуцкую семинарию, где он работал два года (1746-48). В 1748-50 он находился в Пинском коллегиуме. После получения степени доктора философии работал в Виленской академии профессором и господином философского факультета (1750-55), тут его учеником был поэт Адам Нарушевич. В 1756-63 Михаил Корыцкий преподавал в различных коллегиумах Беларуси и Польши: Варшаве, Дрогичине, Минске, Несвиже. В 1763 году его назначили ректором Варшавского коллегиума. При его ректорства достиг процветания и Варшавский светский коллегиум для знати.
С этого же времени начинается период активнго поэтического творчества Михаила Корыцкого: выходят отдельными изданиями эпиграммы к Млодеевскому и на коронацию Станислава Августа, элегия к Антонию Пшездецкому. А в 1766 году появился латинский сборник Яна Яноцкога «Избранное из польской литературы», где были напечатаны две упомянутые эпиграммы и ещё шесть новых произведений. Перепечатка в сборнике ранее опубликованных стихотворений свидетельствует о признании таланта поэта, рост его популярности.
6 сентября 1766 Михаил Корыцкий занял пост главы Мазовецкой провинции иезуитов. Разделял идеи Просвещения; стремился улучшить систему образования, придать ей более светский характер. При поддержке брата Кароля работал над совершенствованием образования. Ввел экзамены по предмету и методике обучения для кандидатов в преподаватели, отменил устаревший метод диктования лекций и предписал широко использовать учебники. Заботился об обеспечении студенческих библиотек, выписывал книжки из-за границы. Большое внимание обращалось и на нравственное воспитание молодежи, особенно учеников, живших в канвиктах (общежитиях).
В 1770 поэт покинул пост и в 1770-71 исполнял обязанности консультанта в Полоцком коллегиуме, а затем был переведен в Бобруйск, где работал проповедником и заведующим школьной библиотеки. Причина перемещения М. Корыцкого возможно обусловлена тем, что его активная просветительская деятельность не нравилась некоторым консервативным кругам иезуитов. После ликвидации (1773) Папой ордена иезуитов Образовательная комиссия назначила М. Корыцкого на должность префекта Минского коллегиума, который вскоре был преобразован в воеводскую школу.
Михаил Корыцкий не прекращал заниматься поэзией. В 1771 вышел второй сборник Яна Яноцкого «Новые произведения сарматских муз», куда вошли пять новых произведений поэта: панегирик, две элегии и две эпиграммы. Запрет ордена иезуитов очень впечатлил М. Корыцкого, как и то, что российская императрица Екатерина Вторая дала изгнанникам убежище в Полоцке, его привязанность к России вылилась в стихах, что составили основу посмертного сборника «Песни» (1817).
В Минске просветитель работал до пенсии, занимаясь школьными делами. Его новые стихи, датированные 1780-81 годами, были напечатаны, видимо, уже после того, как он по состоянию здоровья оставил работу в школе. В последний год работы в Минской Воеводской школе согласно указу короля Станислава Августа М. Корыцкий был награждён медалью Merentibus (заслуженный). Король предложил ему издать собрание сочинений. Но в 1780 году здоровье Михаила Корыцкого значительно ухудшилось, 13 июня он по болезни был освобожден от должности.
В начале следующего года М. Корыцкому была назначена пожизненная пенсия, которая должна была выплачиваться с 1 апреля. Однако 10 марта 1781 жизнь поэта оборвалась. Своё имущество Михаил Корыцкий пожертвовал на нужды Минской школы, где преподавал в последние годы.

## Произведения
Его стихотворения были изданы у Яноцкого:
- «Musarum Sarmaticarum specimina nova».

Полоцкие иезуиты издали: «Carmina М. Korycki» (Полоцк, 1817).